# María de Jesús Patricio Martínez
 (décembre 2021).
Patricio  Martínez est un nom espagnol. Le premier nom de famille, en général paternel, est Patricio ; le second, en général maternel, souvent omis, est Martínez.
María de Jesús Patricio Martínez, né le 23 décembre 1963, aussi connue sous le nom de Marichuy, est une guérisseuse traditionnelle nahua et défenseure des droits de l'homme et des droits des indigènes du Mexique,,. Elle a été choisie comme « porte-parole autochtone représentative » par le Congrès national indigène (CNI) pour les élections fédérales de 2018, pour lesquelles elle s'est présentée comme candidate indépendante à la présidence du Mexique.
Les médias mexicains rapportent que Patricio Martínez est la première femme indigène à se présenter à la présidence du Mexique,.

## Parcours
María de Jesús Patricio naît dans la communauté nahua de Tuxpan (Jalisco), le 23 décembre 1963. Dans son enfance elle ne complète que l'éducation primaire, ce n'est qu'à l’âge adulte qu'elle complète son éducation secondaire et obtient le baccalauréat. Enfant, elle observe comment les femmes plus âgées de sa communauté— ses tantes et sa grand-mère parmi elles— guérissaient les malades de susto (Litt; : « frayeur », un syndrome lié à la culture), d'ensorcellement, de la bile, de faiblesse ou de la canicule. En 1987, sa mère devient paraplégique et après trois ans de traitement spécialisé sans voir d'amélioration, elle décide de demander conseil aux guérisseurs de sa communauté et commence elle-même à soigner sa mère. Après trois mois de soins, sa mère a recommencé à marcher. Forte de cette expérience, María de Jesús a décidé de continuer à se former en médecine traditionnelle.
En 1994, après le soulèvement de l'Armée zapatiste de libération nationale, la communauté de Tuxpan est invitée à participer à un forum indigène national, convoqué par le mouvement zapatiste, qui a lieu à San Cristóbal de Las Casas (Chiapas). María de Jesús y participe en tant que déléguée de Tuxpan.
Grâce à son engagement dans la lutte contre le machisme et la reconstitution des communautés indigènes, ainsi que à sa présence aux rencontres, María de Jesús a l'opportunité, le 29 mars 2001, dans le cadre de la Marche de la couleur de la terre, de parler au nom des femmes indigènes du Mexique devant le Congrès de l'Union (le Parlement mexicain réuni), « pour faire comprendre que le processus de reconstitution globale des peuples indigènes du pays est une tâche qui incombe à la fois les hommes et les femmes, dans le même combat pour notre pleine émancipation ». Les législateurs directement et indirectement responsables des violations des droits humains d'indigènes décident de ne pas y assister à ce rendez-vous.
En 1995, la Maison de santé Calli Tecolhuacateca Tochan est fondé à Tuxpan, son lieu d'origine, María de Jesús Patricio y participe grâce à ses connaissances en médecine traditionnelle et en herboristerie. Par décision du cabildo, le conseil municipal, en reconnaissance pour son travail en médecine traditionnelle et dans la récupération de la phytothérapie indigène à la Maison de santé de Tuxpan, elle reçoit le Prix au Mérite municipal de Tuxpan en mai 2015,.

### Candidature à l'élection présidentielle de 2018
Modifiant une stratégie qui a rejeté l'État mexicain et sa politique électorale, les zapatistes ont annoncé en décembre 2016 leur intention d'élire une femme porte-parole pour représenter les peuples indigènes en tant que candidate présidentielle. La campagne de María de Jesús Patricio reflétait à la fois un tournant et une adhésion à la politique post-moderne zapatiste – d'une part, ils rejettent le pouvoir de l'État comme objectif politique ; d'autre part, en la soutenant, ils ont rejoint une compétition électorale en proposant des projets d'État alternatifs.
La décision du CNI et des Zapatistes est également vue comme une proposition pour tous les Mexicains. "C'est une proposition inclusive, non seulement des indigènes et avec les indigènes, qui fait siennes les revendications de tous les exploités, opprimés et discriminés de la terre, quelles que soient leurs origines ethniques ou nationales et leurs caractéristiques culturelles. Ce n'est pas une proposition essentialiste ou ethnique, elle s'adresse à tous les peuples du Mexique, y compris celui de la nationalité majoritaire, un monde où il y ait de la place pour tous,.
Le 28 mai 2017, une assemblée générale a lieu à San Cristóbal de Las Casas (Chiapas) où María de Jesús Patricio est désignée par le Congrès national indigène comme la « porte-parole et déléguée indigène » par 840 délégués de 60 communautés indigènes du Mexique. Le CNI décide également de nommer Marichuy comme candidate des peuples indigènes du Mexique pour les élections fédérales de 2018. Le 7 octobre 2017, María de Jesús présente son inscription en tant que candidate devant l'Institut national électoral (INE), la commission électorale fédérale chargée de l'organisation des élections présidentielles au Mexique. Marichuy est très respecté et, depuis 1994, membre fondateur du Congrès national indigène. "Nous pensons que la compañera Marichuy ne se vend pas, n'abandonne pas et ne se rend pas, car elle a été formée au sein du CNI, nous le pensons", a déclaré l'une des femmes du Conseil indigène de gouvernement (CIG) tout en lire le prononcé de l'élection de María de Jesús.
Officiellement reconnue pré-candidate par l'INE le 15 octobre 2017, Patricio Martínez et le Conseil indigène de gouvernement ont commencé à recueillir les 866 593 parrainages requis, dans 17 États, au cours des 120 jours suivants. Le processus de signature numérique via le téléphone portable agréé par l'INE a révélé de graves défauts au profit des électeurs les plus riches. Patricio Martínez a déclaré: "L'INE a dressé une liste de marques et de modèles de téléphone, vous deviez avoir au minimum un système d'exploitation Android 5.0 ou supérieur et autant d'heures (et données) sur votre forfait pour commencer avec téléchargement des applications sur  votre appareil, nous constatons que la liste n'est pas exacte ; nous trouvons des marques qui ne sont pas incluses dans la liste et parmi celles qui sont incluses, elles ne fonctionnent pas toutes. Le téléchargement est fastidieux et peut prendre des heures. L'INE a déclaré que chaque enregistrement de signature prendrait 4,3 minutes, mais chaque enregistrement réél de signature prend jusqu'à 16 heures, voire plus. "Avec ces "mesures classistes, racistes et excluantes", disait Patricio Martínez, on se rend compte "que ce système électoral n'est pas fait pour le peuple d'en bas, en bas de ceux gouvernent et que les lois et les institutions de l’État sont faites pour ceux d'en haut, pour les capitalistes et leur classe politique corrompue, ce qui donne lieu à une grosse imposture"',.
Après avoir déclaré qu'elle n'accepterait pas le moindre peso  de l'INE pour le financement de sa campagne, celle-ci a débuté courant octobre 2017, faisant une tournée des cinq Caracoles (cantons zapatistes) sur le territoire des bases d'appui de l'EZLN. María de Jesús Patricio Martínez y a appelé à unifier les luttes de tous les peuples indigènes du Mexique et à freiner ceux qui causent la division et la confrontation entre eux.
Son premier meeting, dans la communauté zapatiste de Guadalupe Tepeyac, a eu lieu le 14 octobre 2017, et le second au Caracol de Morelia le lendemain, où Marichuy a appelé la foule à « s'unir pour chasser les grands capitalistes qui depuis des années les dépouillent de leurs terres »